# Kardinalska imenovanja pape Grgura XIII.
Papa Grgur XIII. za vrijeme svoga pontifikata (1572. – 1585.) održao je 8 konzistorija na kojima je imenovao ukupno 34 kardinala.

## Konzistorij 2. lipnja 1572. (I.)
1. Filippo Boncompagni, nećak Njegove Svetosti, bolonjski klerik

## Konzistorij 5. srpnja 1574. (II.)
1. Filippo Guastavillani, nećak Njegove Svetosti, bolonjski klerik

## Konzistorij 19. studenoga 1576. (III.)
1. Andreas Austrijski, sin nadvojvode Ferdinanda Austrijskoga

## Konzistorij 3. ožujka 1577. (IV.)
1. Albrecht Austrijski, austrijski nadvojvoda, sin cara Maksimilijana II.

## Konzistorij 21. veljače 1578. (V.)
1. Alessandro Riario, aleksandrijski naslovni patrijarh
2. Claude de La Baume, bezansonski nadbiskup, Francuska
3. Louis II. de Guise, remski izabrani nadbiskup, Francuska
4. Gerard van Groesbeeck, knez-biskup Liégea
5. Pedro de Deza, predsjednik Valladolida, Španjolska
6. Fernando de Toledo Oropesa, seviljski klerik, Španjolska[a]
7. René de Birague, milanski klerik
8. Charles II. de Lorraine de Vaudémont, brat francuske kraljice
9. Giovanni Vincenzo Gonzaga, vitez Reda sv. Ivana Jeruzalemskoga, prior u Barletti

## Konzistorij 15. prosinca 1578. (VI.)
1. Gaspar de Quiroga y Vela, toledski nadbiskup, Španjolska

## Konzistorij 12. prosinca 1583. (VII.)
1. Giovanni Antonio Facchinetti de Nuce, stariji, jeruzalemski naslovni patrijarh[b]
2. Giambattista Castagna, rosanski bivši nadbiskup[c]
3. Alessandro Ottaviano de' Medici, veleposlanik toskanskoga velikog vojvode, firentinski nadbiskup[d]
4. Rodrigo de Castro Osorio, seviljski nadbiskup, Španjolska
5. François de Joyeuse, narbosnki nadbiskup, Francuska
6. Michele Della Torre, cenadski nadbiskup
7. Giulio Canani, adrijski biskup
8. Niccolo Sfondrati, kremonski biskup[e]
9. Antonmaria Salviati, biskup Saint-Papoula, Francuska, nuncij u Francuskoj
10. Agostino Valier, veronski biskup
11. Vincenzo Lauro, mondovijski biskup, nuncij kod savojskoga vojvode
12. Filippo Spinola, nolanski biskup
13. Alberto Bolognetti, biskup Massa marittime, nuncij u Poljskoj
14. Jerzy Radziwiłł, vilniuski biskup, Litva
15. Matthieu Cointerel, bilježnik Njegove Svetosti, kanonik Vatikanske bazilike
16. Simeone Tagliavia d'Aragonia, opat
17. Scipione Lancelotti, saslušatelj Svete Rimske rote
18. Charles III de Bourbon de Vendôme, ruanski nadbiskup koadjutor, Francuska
19. Francesco Sforza, rimski klerik

## Konzistorij 4. srpnja 1584. (VIII.)
1. Andrzej Batory, poljski veleposlanik pri Svetoj Stolici